# Subveglianza

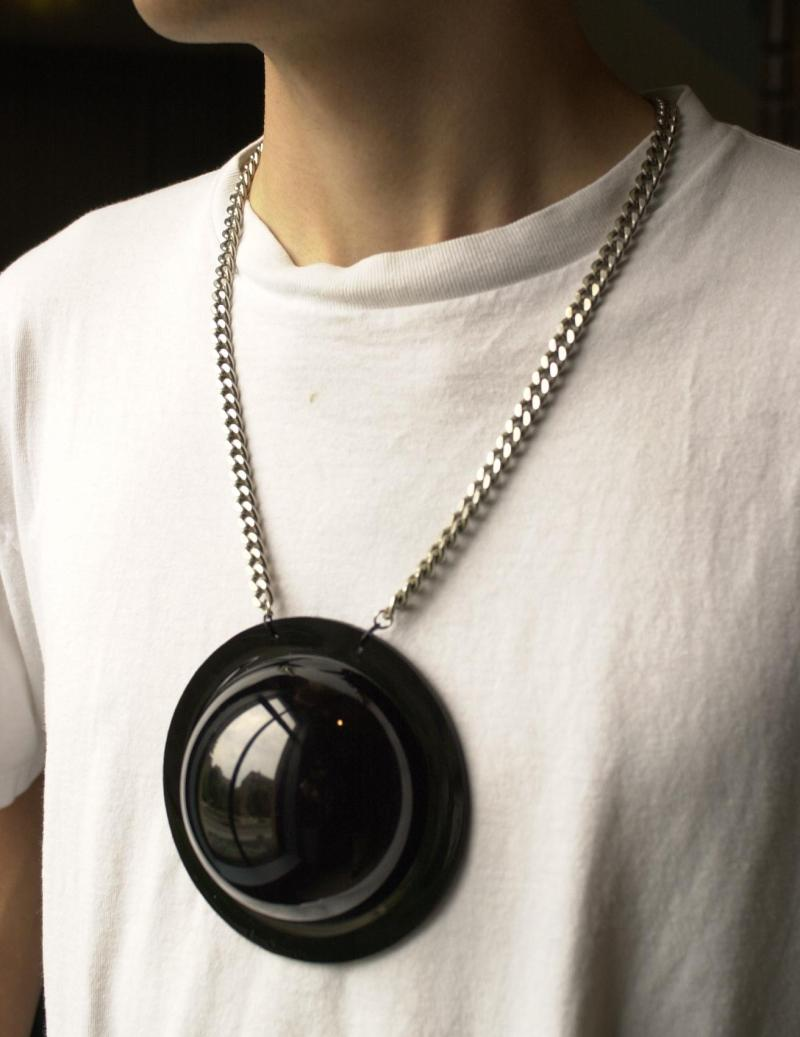
Questa bodycam senza fili è paragonabile alla scatola nera di un aereo, dato che registra ininterrottamente ciò che appare di fronte a chi la indossa.

Sousveillance è un termine anglofrancese proposto dal canadese Steve Mann per designare la registrazione di un evento, spesso effettuata con un registratore portatile, dal punto di vista di chi vi è coinvolto. Il calco italiano subveglianza è stato registrato come neologismo già nel 2006 da linguisti come Tullio De Mauro.
"Sorveglianza inversa" è un termine con un'accezione più ristretta di subveglianza, che pone l'accento su un'attività di «vigilanza dal basso» intesa a "sorvegliare la sorveglianza" analizzando e sorvegliando gli stessi sistemi di sorveglianza e le autorità che li controllano. Essa è spesso condotta dagli stessi "sorvegliati" (ad esempio da detenuti), ma può anche costituire una forma di documentazione etnografica o di etnometodologia.
Jamais Cascio fa riferimento al concetto di subveglianza parlando (in omaggio a Jeremy Bentham e a Michel Foucault) di "panopticon inverso" o "partecipativo".

## Sorveglianza inversa
La sorveglianza inversa è un tipo di sousveillance. Il concetto più generale di sousveillance va oltre la semplice sorveglianza inversa e il quadro politico "noi contro loro" associato del ventesimo secolo per i cittadini che fotografano la polizia, gli acquirenti per fotografare i negozianti oi passeggeri per fotografare i tassisti. Howard Rheingold ha commentato nel suo libro Smart Mobs che questo è simile al concetto di pedone-guidatore, cioè questi sono ruoli che molti di noi assumono da entrambe le parti, di volta in volta. Molti aspetti della sousveillance sono stati esaminati nella categoria generale della "responsabilità reciproca" nel libro di saggistica di David Brin del 1997 The Transparent Society, e anche nei romanzi di Brin. Il primo Workshop internazionale sulla sorveglianza inversa, IWIS, ha avuto luogo nel 2004, presieduto dal Dr. Jim Gemmell, (MyLifeBits), Joi Ito, Anastasios Venetsanopoulos e Steve Mann, tra gli altri.
Una delle cose che ha portato alla luce la sorveglianza inversa sono state le reazioni delle guardie di sicurezza agli ausili elettrici per la vista e simili pratiche di sorveglianza. Sembrava, all'inizio, che più telecamere c'erano in un istituto, più alle guardie non piaceva l'uso di un ausilio visivo elettrico, come gli occhiali EyeTap. È stato semplicemente indossando ausili visivi elettrici, come osservatore passivo, che si è scoperto che la sorveglianza e la sousveillance possono causare conflitto e talvolta confronto. Ciò ha portato alcuni ricercatori a esplorare il motivo per cui gli autori della sorveglianza sono sospettosi della sousveillance, e quindi hanno definito la nozione di sorveglianza inversa come un nuovo e interessante aspetto degli studi sulla sousveillance.
Dall'anno 2001, il 24 dicembre è stata la Giornata mondiale della sorveglianza con gruppi di partecipanti a New York, Toronto, Boston, Florida, Vancouver, Giappone, Spagna e Regno Unito. Tuttavia, questo giorno designato si concentra solo sulla sorveglianza gerarchica, mentre ci sono un certo numero di gruppi in tutto il mondo che lavorano per combinare le due forme di sorveglianza.
Un saggio della rivista Wired prevedeva che la sorveglianza fosse uno sviluppo importante che sarebbe aumentato nel 2014.
La sorveglianza di uno stato da parte dei suoi cittadini è stata accreditata per aver affrontato molti problemi come frodi elettorali o misfatti elettorali, oltre a fornire un buon governo. Ad esempio, i telefoni cellulari sono stati utilizzati in Sierra Leone e Ghana nel 2007 per controllare pratiche scorrette e intimidazioni durante le elezioni.
Un'area di ricerca ulteriormente sviluppata all'IWIS è stata l'equilibrio tra sorveglianza e sousveillance. L'attuale "teoria dell'equiveillance" sostiene che la sousveillance, in una certa misura, spesso riduce o elimina la necessità di sorveglianza. I crimini, ad esempio, potrebbero allora essere risolti attraverso la collaborazione tra i cittadini piuttosto che attraverso il controllo di essi dall'alto. Ma la situazione non è così netta come suggerisce questa dicotomia. In particolare, i cittadini che sorvegliano i loro vicini non sono necessariamente "migliori" dell'alternativa: un aumento dell'autosufficienza della comunità potrebbe essere controbilanciato da uno scomodo effetto "vicino ficcanaso". La "sorveglianza personale" è stata definita "coveillance" da Mann, Nolan e Wellman.
Copwatch è una rete di organizzazioni di volontari americani e canadesi che "controllano la polizia". I gruppi di Copwatch di solito si occupano di monitorare la polizia, filmare l'attività della polizia ed educare il pubblico sulla cattiva condotta di essa. Fitwatch è un gruppo che fotografa la Forward Intelligence Teams (fotografi della polizia) nel Regno Unito.
Nel 2008, i ricercatori di Cambridge (nel progetto MESSAGE) hanno collaborato con corrieri in bicicletta per misurare e trasmettere indicatori di inquinamento atmosferico mentre viaggiano per la città.

## Sorveglianza personale
La sousveillance personale è l'arte, la scienza e la tecnologia dell'acquisizione, elaborazione, archiviazione, recupero e trasmissione dell'esperienza personale, come la registrazione audiovisiva per tutta la vita tramite protesi cibernetiche, come ausili per la vista, ausili per la memoria visiva e simili. Anche le odierne tecnologie di sorveglianza personale, come cellulari con fotocamera e blog, tendono a creare un senso di comunità, in contrasto con la sorveglianza che alcuni hanno definito corrosiva per la comunità.
Le questioni legali, etiche e politiche che circondano la sorveglianza personale sono in gran parte ancora da esplorare, ma ci sono stretti parallelismi con le norme sociali e legali che circondano la registrazione delle conversazioni telefoniche. Quando una o più parti della conversazione lo registrano, si parla di "sousveillance", mentre quando la conversazione è registrata da una persona che non è parte della conversazione (come una guardia carceraria che viola un rapporto cliente-avvocato), la registrazione si chiama "surveillance".
"Sorveglianza mirata" ("Targeted sousveillance") si riferisce alla sorveglianza di un individuo specifico da parte di uno o più altri individui. Di solito, l'individuo preso di mira è un rappresentante o un sostenitore della sorveglianza, quindi la sorveglianza mirata è spesso sorveglianza inversa o sorveglianza gerarchica. La "sorveglianza gerarchica" si riferisce, ad esempio, ai cittadini che fotografano la polizia, agli acquirenti che fotografano i negozianti o ai passeggeri dei taxi che fotografano i tassisti. Quindi, ad esempio, prendere di mira l'ex funzionario della sicurezza della Casa Bianca, l'ammiraglio John Poindexter, con la sousveillance, segue questa narrativa più politica.
Classy' descrive la sousveillance come "un altro modo per aggiungere ulteriore introspezione ai beni comuni che mantiene aperta la società ma rende comunque il mondo più piccolo e più sicuro". In questo modo la sousveillance può essere considerata come un possibile sostituto della sorveglianza. In questa sostituzione di particolare sorveglianza, si può considerare una norma sociale operativa che richiederebbe che le telecamere siano attaccate a un operatore umano. In uno scenario del genere, qualsiasi obiezione alla telecamera potrebbe essere sollevata da un altro essere umano più facilmente di quanto non sarebbe interagire con un lampione su cui è montata una telecamera di sorveglianza. Pertanto, il punto è che le telecamere attaccate alle persone dovrebbero essere meno offensive delle telecamere attaccate a oggetti inanimati, perché c'è almeno una parte responsabile presente per far funzionare la telecamera. Questo punto della parte responsabile è analogo a quello utilizzato per il funzionamento di un autoveicolo, in cui è presente un conducente responsabile, in contrasto con il funzionamento remoto o automatizzato.
Al di là della politica o della violazione della struttura gerarchica esplorata nel mondo accademico, il discorso emergente più rapidamente sulla sorveglianza all'interno dell'industria è la "sorveglianza personale", vale a dire la registrazione di un'attività da parte di un partecipante all'attività.
Man mano che le tecnologie diventano più piccole e più facili da usare, l'acquisizione, la registrazione e la riproduzione della vita quotidiana diventano molto più facili da avviare spontaneamente in situazioni inaspettate. Ad esempio, David Ollila, un produttore di apparecchiature per videocamere, è rimasto intrappolato per quattro ore a bordo di un aereo Comair all'aeroporto JFK di New York City. Quando ha registrato un'intervista con il pilota sulla situazione, egli ha chiamato la polizia che ha poi rimosso Ollila per interrogarlo e ha allontanato tutti dall'aereo.
Registrare una situazione è solo una parte del processo di sorveglianza. Anche comunicare è importante. I siti di condivisione di video come YouTube e siti di condivisione di foto come Flickr svolgono un ruolo fondamentale. Ad esempio, gli agenti di polizia provocatori sono stati rapidamente rivelati su YouTube quando si sono infiltrati in una manifestazione a Montebello, in Quebec, contro i leader di Canada, Messico e Stati Uniti (agosto 2007). Quando il capo della polizia del Quebec ha dichiarato pubblicamente che non c'era la presenza della polizia, un video di sousveillance gli ha mostrato che si sbagliava. Quando ha rivisto la sua dichiarazione per dire che i provocatori della polizia erano osservatori pacifici, lo stesso video li ha mostrati mascherati, con indosso stivali della polizia e in un caso con in mano un sasso.
Ci sono molti esempi simili, come il video di YouTube ampiamente visto dei poliziotti del campus dell'UCLA che assalgono uno studente con il taser. In Russia, così come in alcuni altri paesi in cui gli utenti della strada non si fidano né l'uno dell'altro né della polizia, le telecamere di bordo sono così onnipresenti che sono stati caricati migliaia di video di incidenti automobilistici e incidenti mancati. L'imprevisto evento meteorico russo del 2013 è stato ben documentato da una dozzina di angolazioni grazie all'uso di questi dispositivi. Allo stesso modo, nel febbraio 2015, le dashcam hanno catturato filmati preziosi dell'incidente del volo TransAsia Airways GE235.

## Sorveglianza dell'alibi
La sousveillance dell'alibi è una forma di attività di sousveillance volta a generare un alibi come prova per difendersi dalle accuse di illeciti.
Hasan Elahi, professore dell'Università del Maryland, ha prodotto una sorveglianza per tutta la vita, dopo essere stato trattenuto in un aeroporto perché era stato erroneamente inserito nella lista dei terroristi statunitensi. Alcune delle sue attività di sousveillance includono l'uso del suo cellulare come dispositivo di localizzazione e la pubblicazione pubblica di carte di debito e altre transazioni che documentano le sue azioni.
Un uso specifico della sorveglianza degli alibi è la crescente tendenza degli agenti di polizia a indossare telecamere per il corpo mentre sono di pattuglia. Eventi ben pubblicizzati che coinvolgono alterchi tra polizia e cittadini (come il caso di Michael Brown a Ferguson, Missouri) hanno aumentato le richieste alla polizia di indossare telecamere per il corpo e quindi acquisire prove degli incidenti, a loro vantaggio e per il sistema di giustizia penale nel suo insieme. Facendo utilizzare agli agenti la sorveglianza, le forze di polizia possono generare ore di prove video da utilizzare in casi come quello di Michael Brown, e le prove video possono fungere da importante alibi nei procedimenti giudiziari per quanto riguarda chi è veramente colpevole. Indipendentemente dall'esito di tali eventi, le prove audio-video contemporanee possono essere estremamente preziose per quanto riguarda gli eventi relativi alla conformità e all'applicazione.

## Uso della polizia
L'uso di telecamere indossabili da parte degli agenti di polizia, combinato con lo streaming video e la registrazione in un archivio, produce una registrazione delle interazioni dell'agente con civili e criminali. Gli esperimenti con l'uso della polizia a Rialto, in California, dal 2012 al 2013, hanno portato a una riduzione sia delle denunce contro gli agenti che a una riduzione dell'uso della violenza da parte degli agenti. Il pubblico è protetto dalla cattiva condotta della polizia e l'ufficiale di polizia da false denunce.
Poiché queste telecamere del corpo sono accese per ogni incontro con il pubblico, i problemi di privacy sono stati sollevati con un'enfasi specifica su casi di vittime speciali come lo stupro o la violenza domestica. La polizia teme che con una telecamera proprio di fronte alla vittima, non si sentiranno a proprio agio nel rivelare tutte le informazioni che conoscono. Ci sono stati due studi di casi condotti negli Stati Uniti che hanno rivelato che gli agenti di polizia che hanno telecamere hanno meno incontri con i cittadini rispetto agli agenti che non hanno telecamere, per paura di essere rimproverati per aver commesso un errore.

## Culture di sorveglianza
Prima delle culture di sousveillance contemporanee, Simone Browne (2015) usava "dark sousveillance" per riferirsi ai modi in cui i neri americani rimodellavano le tecniche e le tecnologie per facilitare la sopravvivenza e la fuga. Browne (2015) osserva come scherzi e altre pratiche performative e atti creativi sono stati usati per resistere alla schiavitù dall'intuizione esperienziale.
Nell'era dei media partecipativi basati sul web e delle culture convergenti, gli attori non governativi e non statali, con le proprie comunità e reti virtuali che attraversano i confini nazionali, usano quello che Bakir (2010) chiama l'assemblaggio sousveillant esercitare potere discorsivo. L'assemblaggio sousveillant comprende l'assemblaggio surveillant di Haggerty & Ericson (2000) (o sistemi di flussi di dati delle attività delle persone vagamente collegati, instabili, tracciati dai computer e estratti dai dati in modo che ognuno di noi sia riconfigurato come rischio (di sicurezza) o opportunità (commerciali), ma arricchite di dati dalla proliferazione di media partecipativi basati sul web e sorveglianza personale che forniamo volentieri online). Anche Verde Garrido (2015) ha esplorato la sousveillance di Steve Mann (un ingegnere, professore e inventore canadese) e ha reinterpretato la nozione di parresia di Michel Foucault (vale a dire, mettere a confronto l'autorità e il potere con la verità) per spiegare che nelle società contemporanee, che sono globali e digitali, la "sousveillance parresiastica" permette di resistere e contestare le relazioni politiche di potere per mezzo della tecnologia. Questi atti di resistenza e contestazione, a loro volta, consentono alle società civili di cambiare vecchi significati e offrirne di nuovi, utilizzando una neonata agenzia digitale per creare nuove e contemporanee politiche della verità.
Caratteristiche delle culture di sorveglianza:
- Il dissenso, e tenere conto dei detentori del potere è più facile

Tuttavia, l'ascesa dei media partecipativi basati sul web e delle culture di sousveillance ha reso più facile per molti altri registrare e diffondere questo dissenso a livello globale, non ostacolato dalle restrizioni di distribuzione commerciale dei media tradizionali come corse di circolazione predefinite o tempo di trasmissione a pagamento, o il necessità di conoscenze specialistiche nella produzione dei media. Mann ha a lungo sostenuto che la "natura informale della sorveglianza, con la sua tendenza a distribuire ampiamente le registrazioni, spesso esporrà l'uso inappropriato al controllo, mentre la natura segreta della sorveglianza tenderà a impedire che l'uso improprio venga alla luce" (Mann, 2005, p. 641). Proprio come il Panopticon di Foucault opera attraverso una sorveglianza potenziale o implicita, la sousveillance potrebbe anche operare attraverso la minaccia credibile della sua esistenza. Man mano che l'ubiquità e la consapevolezza della sousveillance si ampliano, è questo che può conferire maggiore potere ai cittadini, facendo capire ai funzionari che le loro azioni possono, a loro volta, essere monitorate ed esposte in qualsiasi momento. Il potenziale permanente di sousveillance da parte di così tanti (al contrario di denunce più formalizzate per mano di giornalisti investigativi, una piccola élite dei media) aumenta la probabilità che gli abusi di potere vengano registrati e possano quindi essere utilizzati per trattenere coloro che abusano di potere e manipolatori rendere conto, a condizione ovviamente che esista un sistema legale funzionante e/o una sfera pubblica (con meccanismi in atto per tradurre le richieste popolari e l'indignazione morale in un cambiamento del mondo reale).
- L'emancipazione, la resistenza e il cambiamento sociale sono imprevedibili.

Nel caso dell'implementazione della telecamera del corpo di polizia negli Stati Uniti, ci sono molteplici risposte e implicazioni sociali a questa forma di sousveillance. Il caso contro la brutalità della polizia e il movimento Black Lives Matter ha raccolto un seguito immenso e appassionato in pochissimo tempo. Ci sono due diversi movimenti sociali che sono sorti in risposta alle telecamere del corpo della polizia. Una scuola di pensiero che ha manifestato sostegno è che le telecamere del corpo della polizia sono necessarie per combattere e porre fine alla brutalità della polizia. L'altra è la posizione opposta a questa che solleva il problema della privacy che le telecamere del corpo di polizia potrebbero violare. Non ci sono stati molti studi di casi che hanno avuto luogo nell'implementazione delle telecamere del corpo di polizia. Ciò significa che le telecamere indossate dalla polizia non si sono dimostrate un metodo definitivo per risolvere il problema della brutalità della polizia. Gli studi hanno anche dimostrato che le persone, sia poliziotti che civili, agiscono in modo diverso quando sono consapevoli di essere sorvegliati dalla telecamera. Ciò lascia molto spazio all'imprevedibilità che circonda le conseguenze dell'uso di questa forma di sorveglianza.
- L'anonimato di Sousveillers è fondamentale.

Data la mancanza di segretezza inerente alla messa online di contenuti di sousveillant, l'anonimato dei sousveillant è di primaria importanza se si vuole proliferare la sousveillant gerarchica (politicamente o legalmente motivata). C'è un reale bisogno di spazi online che siano disposti a proteggere l'anonimato degli utenti ea mantenere online i loro contenuti sovversivi nonostante la pressione politica o aziendale. Con questo tipo di situazione in mente, sono stati creati siti web di segnalazione che garantiscono l'anonimato, come WikiLeaks, lanciato nel dicembre 2006. Sono necessari più siti simili.
- Il potere di costruzione dell'agenda viene dall'archivio di testimoni oculari ricercabile e ricircolante, semipermanente.

I social media forniscono quello che potrebbe essere descritto come un database semi-permanente e facilmente accessibile di resoconti di testimoni oculari. Dato che il web può essere utilizzato e consultato come un database per trovare esempi di sousveillance; e dato il ricircolo di filmati sousveillant nei meme e nei media mainstream, sempre affamati di nuovi contenuti in un ambiente mediatico di convergenza e capacità in espansione, la longevità dei filmati sousveillant è forse ciò che conferisce alla sousveillant il suo potere di costruzione dell'agenda. Offre a giornalisti, cittadini, attivisti, insorti, comunicatori strategici e ricercatori l'opportunità di scoprire e rivivere in parte sia il resoconto di testimoni oculari e sousveillant, sia il discorso che circonda specifici momenti di sousveillance, oltre a riflettere e mettere in ordine il loro significato.

## Nell'arte
Definito uno dei primi sostenitori del lifelogging (una registrazione personale della propria vita quotidiana in una quantità variabile di dettagli, per una varietà di scopi) e forse l'esempio più estremo di self-tracking (disciplina di cura di sé, basata sul monitoraggio delle attività quotidiane) dal 2003, il media artist concettuale Alberto Frigo ha intrapreso un progetto ambizioso, 2004-2040, per capire se stesso. Iniziando con il tracciamento di tutto ciò che la sua mano destra (dominante) ha usato, ha lentamente aggiunto diversi progetti di tracciamento e documentazione. Mantenere l'attenzione su se stesso e su ciò che lo circonda lo ha aiutato a connettersi con se stesso e il mondo che lo circonda.
L'artista, scienziato e inventore S. Mann ha anche creato un'opera d'arte interattiva indossabile, HeartCam, luglio 2001 per invertire lo sguardo maschile. Altri, tra cui Nestlé, si sono basati su questo concetto di invertire lo "sguardo maschile" utilizzando un reggiseno come punto di vista per una telecamera.

### Tuta Invisibilità/Aposematica
Invisibility/Aposematic Suit, S. Mann, 2001, è un'opera d'arte indossabile che ha due modalità di funzionamento: (1) diventa "trasparente", evocando il mantello dell'invisibilità di un camaleonte (per nascondersi dai predatori). In questa modalità di funzionamento i display video mostrano cosa c'è dietro chi lo indossa come se potessimo vedere attraverso chi lo indossa sia davanti che dietro; o (2) riflettente come uno specchio, quindi aposematico, per scoraggiare i predatori (ovvero, per far loro sapere che sono osservati dalle numerose telecamere indossabili nascoste). In questa modalità, chi lo indossa diventa come uno specchio video a due lati. Un potenziale aggressore, sia che si avvicini a chi lo indossa dalla parte anteriore o che si insinui di soppiatto dietro a chi lo indossa, si vede mostrato sulla tuta aposematica, in un modo simile al modo in cui i grandi magazzini spesso posizionano grandi display video del loro feed di telecamere di sorveglianza all'ingresso di far sapere ai potenziali taccheggiatori di essere osservati.
Altri progetti simili includono il lavoro di Shinseungback Kimyonghun: "[la] giacca Aposematic è un computer indossabile per l'autodifesa. Le lenti sulla giacca emettono il segnale di avvertimento,"... posso registrarti "..., per prevenire possibili attacchi. Quando chi lo indossa preme un pulsante sotto minaccia, la giacca registra la scena a 360 gradi e invia le immagini al Web."

## Nella finzione
Il romanzo Earth di David Brin del 1989 ritrae cittadini dotati sia di dispositivi di realtà aumentata ("Tru-Vu Goggles") che di telecamere che esercitano responsabilità reciproche, l'uno con l'altro e con figure autoritarie, discutendo degli effetti sulla criminalità e presagendo gli sviluppi della "cop cam" (telecamere della polizia) di oggi. Alle élite è consentita solo la segretezza temporanea e memorizzata nella cache. Nella trilogia Neanderthal Parallax di Robert Sawyer, l'Homo neanderthalensis che occupano un universo parallelo hanno quelli che vengono chiamati companion implants. Si tratta di dispositivi completi di registrazione e trasmissione, montati nell'avambraccio di ogni persona. La loro intera vita è costantemente monitorata e inviata al loro archivio alibi, un deposito di registrazioni accessibile solo dal loro proprietario, o dalle autorità competenti quando indaga su un'infrazione, e in quest'ultimo caso solo in circostanze rilevanti per l'indagine. Le registrazioni vengono conservate dopo la morte; non è chiaro quale sia il motivo di ciò e in quali circostanze e/o da chi sia possibile accedere all'archivio di una persona deceduta.
La trama del film del 1995 Strange Days è basata su un futuro in cui le registrazioni di sousveillance vengono effettuate e vendute come intrattenimento. La trama del film ruota attorno all'omicidio di una celebrità da parte di agenti di polizia che viene registrato da una persona che indossa segretamente uno dei dispositivi. Nel film, le registrazioni sono effettuate da una serie piatta di sensori che raccolgono i segnali dal tronco encefalico. I sensori sono solitamente nascosti sotto una parrucca e registrano tutto ciò che la persona che li indossa vede e sente. Le registrazioni fatte mentre la persona che le ha fatte muore sono chiamate nastri "blackjack".
La trama del racconto di John Crowley del 1985 Snow ruota attorno a una telecamera sospesa che registra l'intera vita di un soggetto venduto come prodotto di consumo.
Il romanzo del 2007 Halting State di Charles Stross e il suo sequel Rule 34 descrivono una Scozia degli anni '20 in cui l'informatica indossabile ha un livello di ubiquità simile a quello dei telefoni cellulari del 2013. Le implicazioni di una società in cui chiunque potrebbe registrare qualsiasi cosa in qualsiasi momento vengono esplorate a lungo, in particolare per quanto riguarda la polizia.
Il gioco di ruolo di fantascienza open source Eclipse Phase ha la sousveillance come parte comune della vita nell'ambientazione, come risultato della tecnologia di archiviazione dei dati e delle fotocamere digitali ad alta definizione che diventano comuni e spesso integrate in tutti gli oggetti.
Il romanzo di Orson Scott Card, The Worthing Chronicle, indaga anche sull'effetto di osservatori (apparentemente) onnipotenti e su come possa degradare l'esperienza umana: il dilemma morale che porta gli osservatori a cessare. Il personaggio di Vernor Vinge, Pham Nuwen, riconosce prescientemente lo stadio della "sorveglianza onnipresente" nel ciclo di collasso e ricostruzione che affligge la civiltà planetaria umana in Deepness in the Sky.

## Efficienza o efficacia della sorveglianza
C'è bisogno di efficacia ed efficienza della sousveillance, che può essere soddisfatta dai social media, ad esempio attraverso un'ampia diffusione su di essi, e quando viene utilizzata come modalità di output in combinazione con la sousveillance come modalità di input, è chiamata "swollag". Ad esempio, filmare o trasmettere in streaming una situazione di abuso, come l'abuso della polizia, non sempre porta alla giustizia e alla punizione dell'aggressore senza alcuni mezzi (es. swollag) affinché la sousveillance abbia effetto. Ad esempio, nel 2014, un uomo di nome Eric Garnerè stato soffocato a morte da un agente di polizia a Staten Island dopo essere stato arrestato perché sospettato di vendere sigarette sfuse. "La morte di Garner è stata documentata dal suo amico Ramsey Orta e il video è stato ampiamente diffuso. Nonostante le prove video, un gran giurì ha rifiutato di incriminare l'assassino di Garner, provocando indignazione e proteste diffuse. (In una svolta ironica, l'unica persona incriminata in collegamento con la morte di Garner è stato Orta, che è stato sottoposto al controllo della polizia ed è stato arrestato con l'accusa di possesso di armi "non correlato". Orta fu messo in prigione a New York. La sorveglianza non è priva di costi.)".
Tuttavia, è emerso che un comportamento offensivo filmato ha maggiori probabilità di essere punito se il video è ampiamente diffuso. Ciò rende la sousveillance più efficiente e politicamente significativa, in quanto mostra a una parte significativa della popolazione gli abusi dell'autorità. Pertanto, lo sviluppo di piattaforme video, come YouTube e Snapchat, e piattaforme di streaming come Periscope e Twitch, sono componenti chiave per l'efficienza della sorveglianza. Ciò è stato dimostrato durante le manifestazioni francesi contro la "Loi Travail" nel 2016, durante le quali un flusso Periscope che mostrava le forze dell'autorità, definito abusivo da una parte dei manifestanti, è stato visto da 93.362 persone. Questo video è stato pubblicato su Twitter. Tuttavia, si può valutare se ciò crei una pericolosa dipendenza da piattaforme private, spesso governate da colossi di Internet (come Google, per YouTube) che hanno interessi comuni con i governi, e che adattano i loro contenuti attraverso algoritmi su cui gli utenti non hanno il controllo.
Inoltre, alcuni sostengono che la sousveillance possa aiutare nella sorveglianza statale, nonostante sia condotta dal popolo. Gli esempi includono app mobili utilizzate per aiutare le persone a segnalare minacce pubbliche, come l'app israeliana c-Now (precedentemente nota come Reporty). Nel gennaio 2018, c-Now è stato testato a Nizza dal sindaco Christian Estrosi, scatenando virulenti dibattiti pubblici, con i sostenitori della sicurezza che hanno segnalato spyware associato all'app. Inoltre, il direttore di c-Now è Ehud Barack, ex primo ministro di Israele, sospettato di aver mantenuto stretti legami con i governi israeliano e americano. Per questi motivi, i sostenitori della sicurezza considerano l'app al servizio del programma di sorveglianza globale americano (rivelato da Edward Snowden nel 2013) e sollevano la questione se la sousveillance serva davvero come "sorveglianza inversa".

## Galleria d'immagini

La telecamera A è impegnata nella sorveglianza, come anche la persona che indossa la telecamera B sulla testa.
Surveillance comparata alla sousveillance (subveglianza).
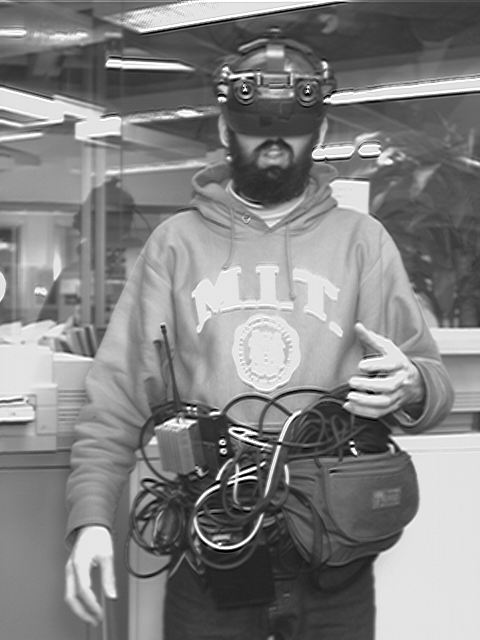
Filtro visivo di Steve Mann (ovvero modifica della realtà visiva in tempo reale).
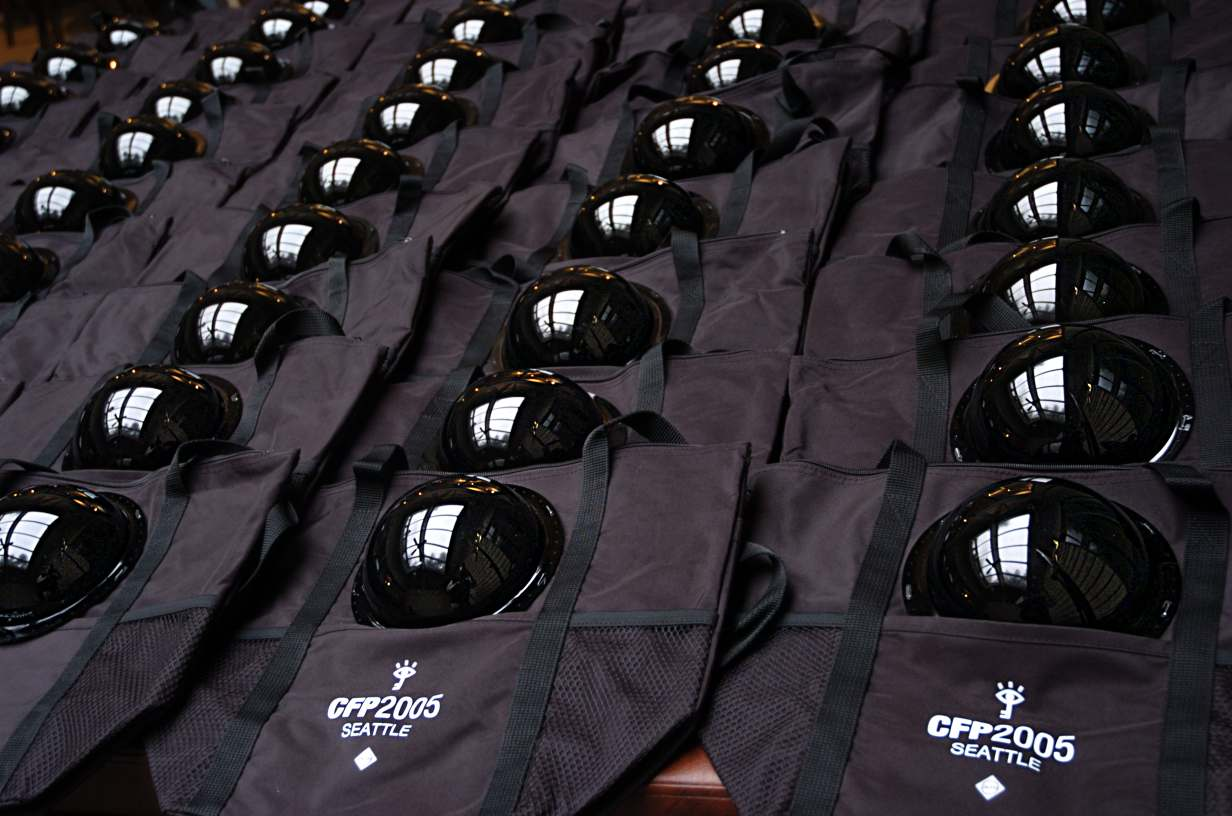
Dispositivi di Sousveillance per i partecipanti alla conferenza CFP2005.
Uno dei 250 portafogli con badge identificativo "LANYARDome" prodotti per ogni partecipante alla conferenza IEEE ISTAS 2013.
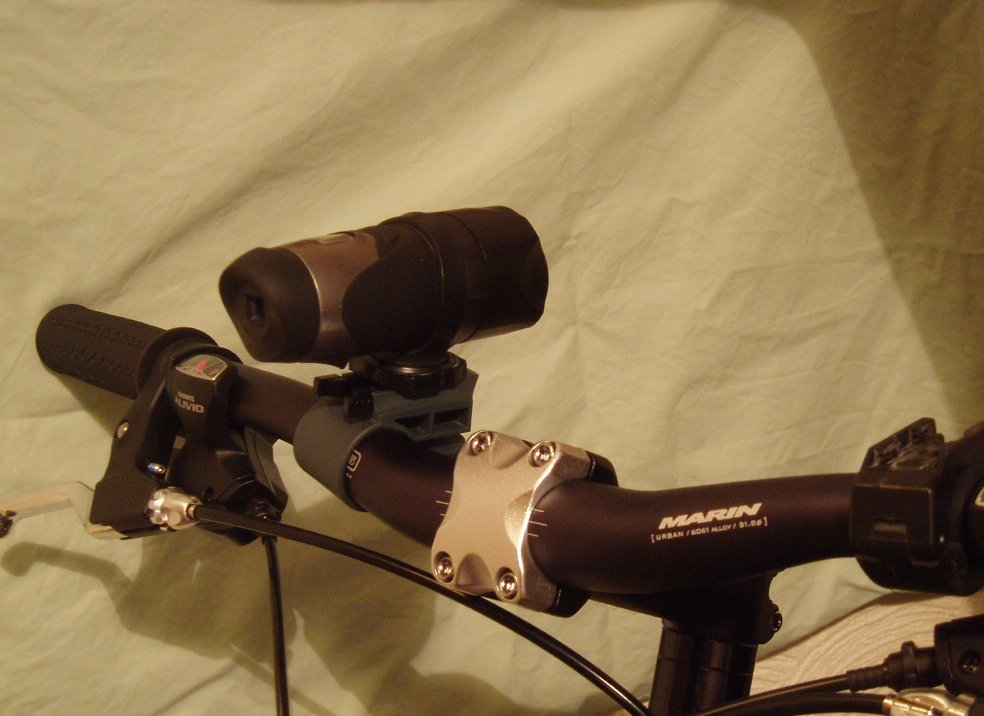
Le telecamere possono essere facilmente montate su biciclette, per registrare attività sportive o registrare atti di comportamento aggressivo o arrabbiato esibito dagli automobilisti.
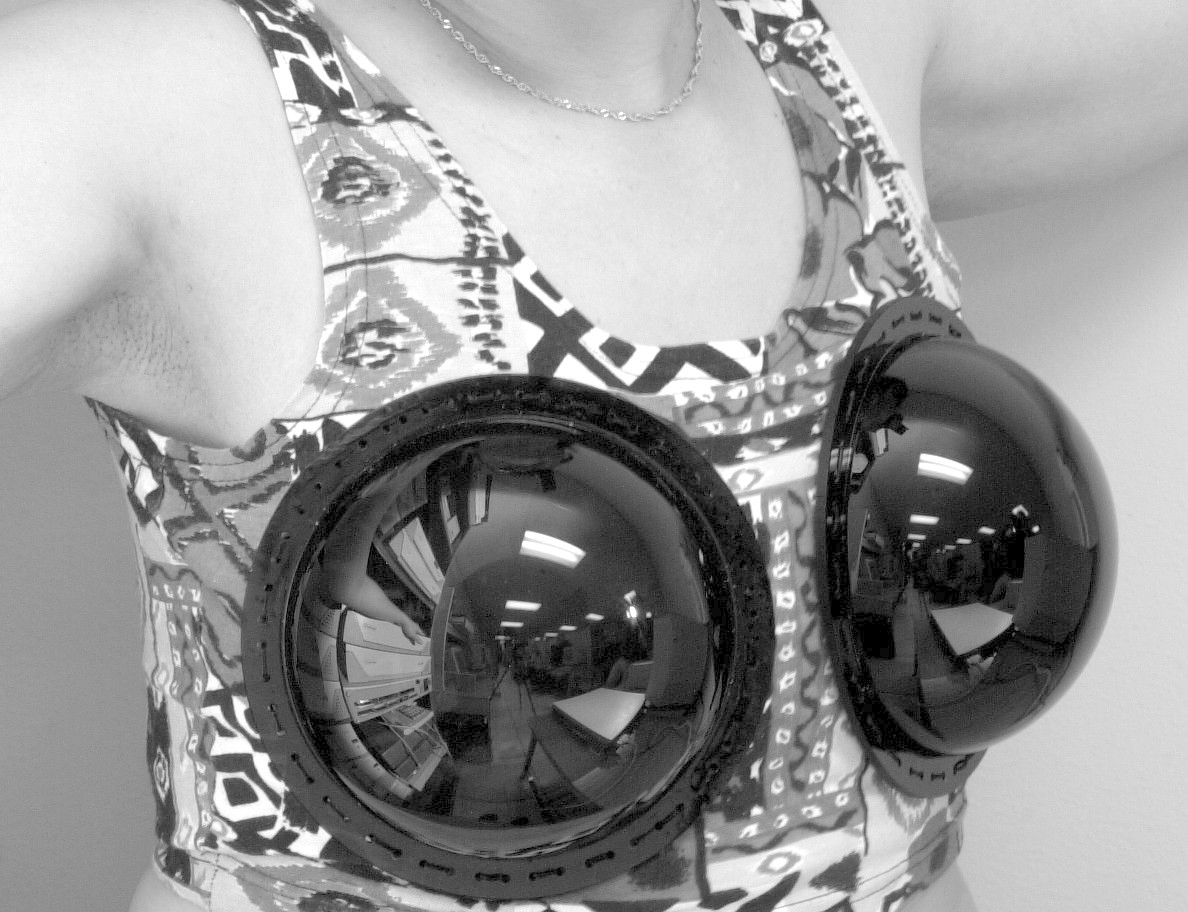
HeartCam, arte interattiva indossabile per invertire lo sguardo maschile. Inventore: S. Mann, luglio 2001[49].
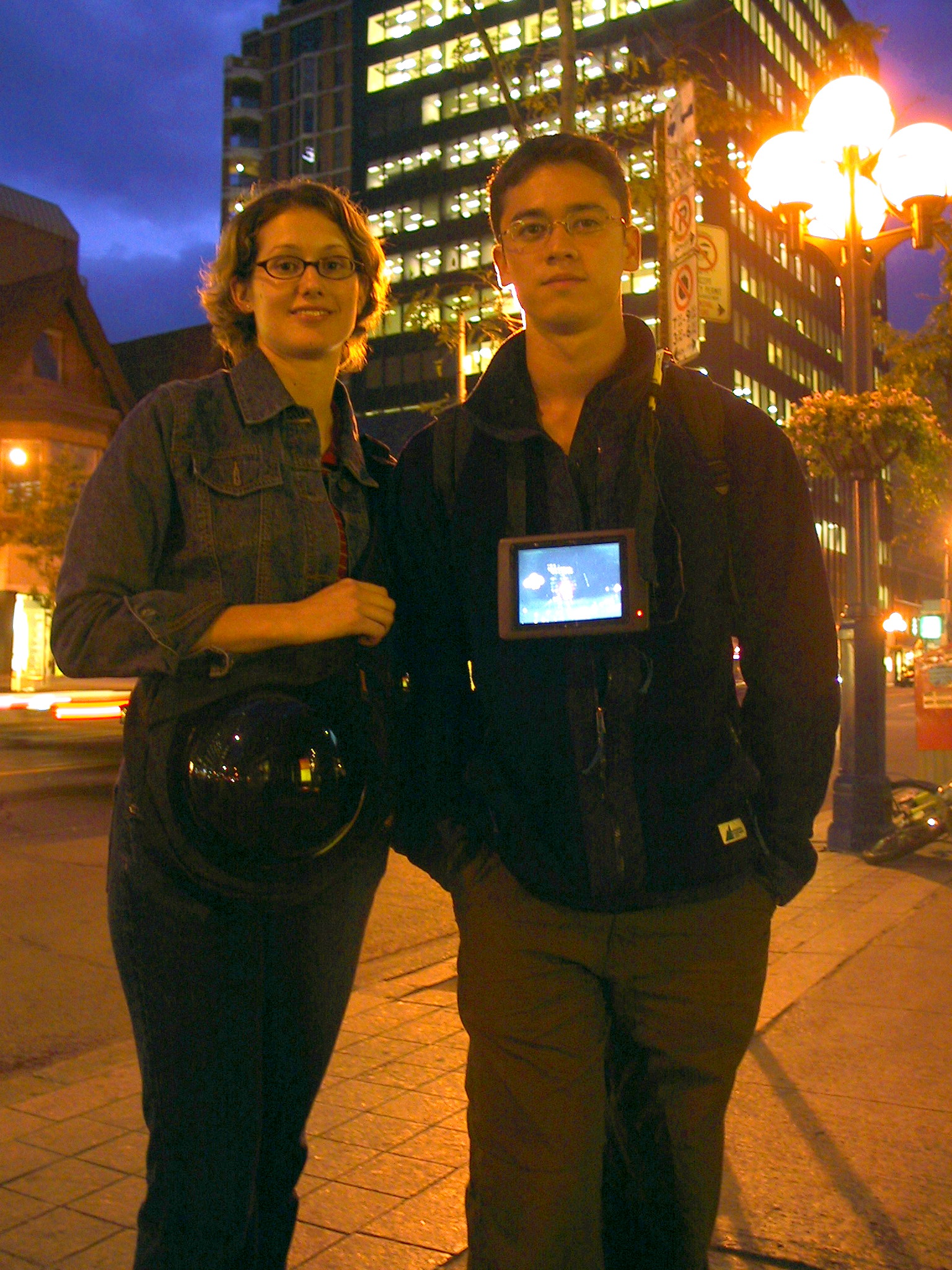
Invisibilità + tuta aposematica, vista frontale.
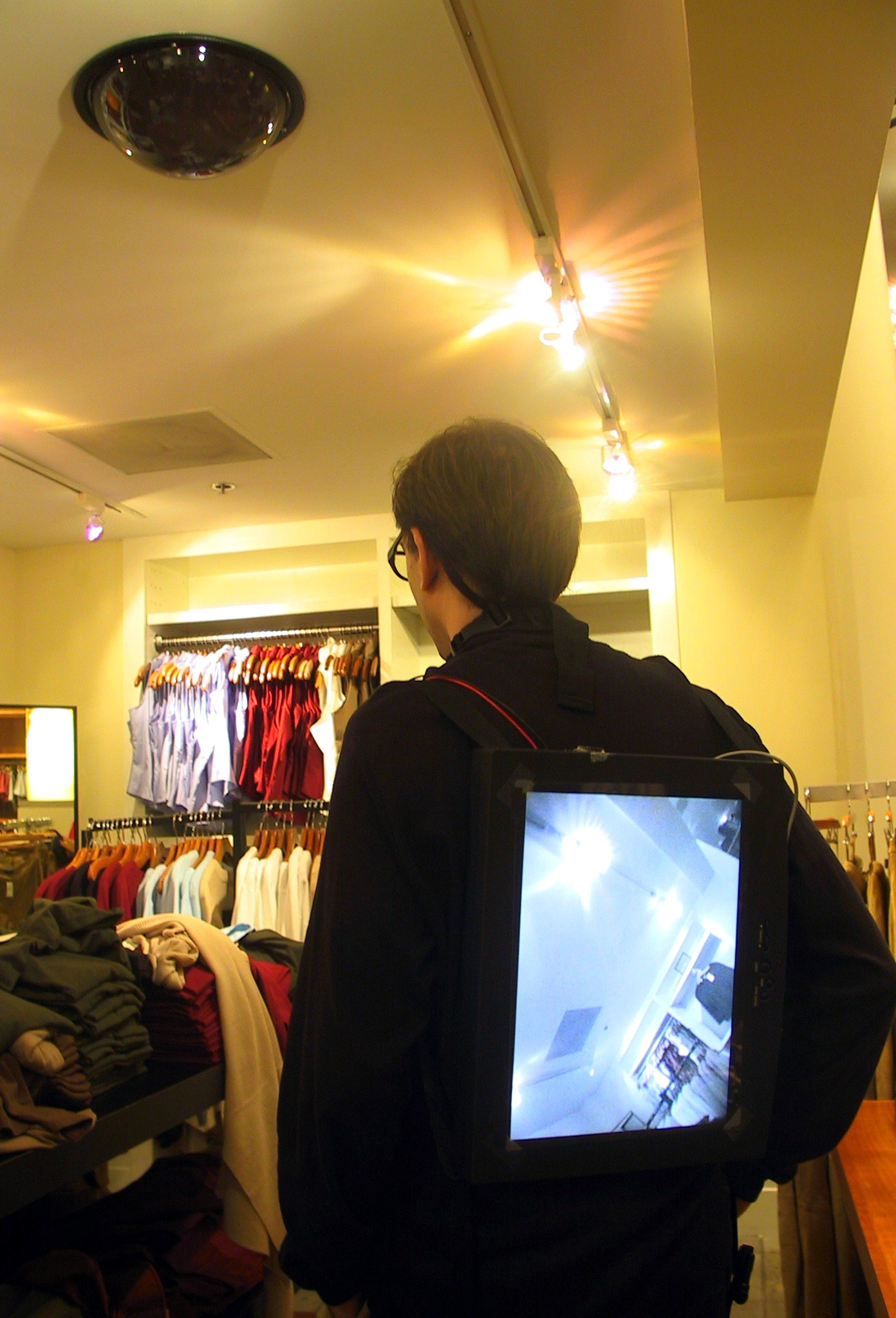
Invisibilità + tuta aposematica, vista posteriore.